# Louis Teunis Lieve
Louis Teunis Lieve (Dordrecht, 7 augustus 1921 – Blaricum, 16 januari 1998) was een Nederlands politicus van de PvdA.
Hij studeerde aan de hbs in zijn geboorteplaats en begon zijn ambtelijke loopbaan rond 1939 bij de gemeentesecretarie van 's-Gravendeel. Later stapte hij over naar de gemeente Maasdriel en in 1951 ging hij werken bij de gemeente Blaricum waar hij eind 1959 de gemeentesecretaris werd. In juni 1964 werd  L.T. Lieve burgemeester van Westerbork. Tijdens zijn burgemeesterschap heeft hij zich ingezet om van Orvelte een museumdorp te maken. In mei 1981 werd hem om medische redenen eervol ontslag verleend en begin 1998 overleed hij op 76-jarige leeftijd.